# Bill Moseley
William Moseley (Stamford (Connecticut), 11 de noviembre de 1951) es un actor y músico estadounidense. Es conocido por haber interpretado a Chop-Top en The Texas Chainsaw Massacre 2. También ha lanzado varios álbumes con la banda Cornbugs.

## Biografía

### Carrera
A los 29 años, Moseley realizó su debut cinematográfico en el filme de Alan Rudolph Endangered Species. En 1985 interpretó a Quilt Face en Osa. Su tercer papel fue el de Chop Top en la película de Tobe Hooper The Texas Chainsaw Massacre 2. 
Dos años después, en 1988, interpretó a Frank en Mamba. En ese mismo año, actuó en The Blob, un remake de la película homónima de Irvin Yeaworth. Posteriormente participó en Pink Cadillac junto a Clint Eastwood. Además, protagonizó Silent Night, Deadly Night 3: Better Watch Out!.
En 1990, Moseley apareció en tres filmes: Crash and Burn, The First Power y The End of Innocence. En ese mismo año también interpretó a Johnnie en el remake de Tom Savini de la película de George A. Romero La noche de los muertos vivientes. En 1993, tuvo un papel pequeño en el filme El ejército de las tinieblas.

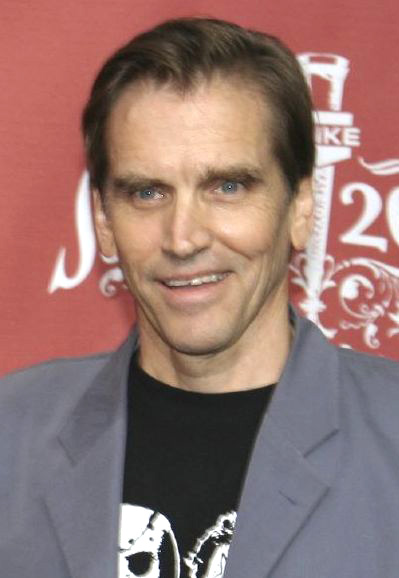
Bill Moseley en los Scream Awards de 2007.

En 2003, interpretó a Otis B. Driftwood en el debut como director de Rob Zombie, House of 1000 Corpses En 2005, repitió su papel en la secuela Los renegados del diablo.
En 2008, Moseley interpretó a Luigi Largo en Repo! The Genetic Opera, en donde conoció a Nivek Ogre de Skinny Puppy y ohGr. Moseley posteriormente participaría en el álbum de ohGr Devils in my Details.

### Vida personal
Moseley nació en Stamford (Connecticut) y creció en Barrington Hills (Illinois). Estudió en la Universidad Yale. Entre 1999 y 2007 fue el vocalista de la banda Cornbugs, de la que también eran miembros el guitarrista Buckethead y el baterista Pinchface. También contribuyó en algunas canciones del álbum de Buckethead Giant Robot.

## Filmografía

### Cine
| Año  | Título                                                             | Personaje                    | Notas                                |
| ---- | ------------------------------------------------------------------ | ---------------------------- | ------------------------------------ |
| 1982 | Endangered Species                                                 | Taxista                      |                                      |
| 1986 | The Texas Chainsaw Massacre 2                                      | Chop-Top                     |                                      |
| 1986 | Osa                                                                | Quilt Face                   |                                      |
| 1987 | Nightmare Angel                                                    | Dr. William de Freis         | Corto                                |
| 1988 | The Blob                                                           | Soldado #2 (en alcantarilla) |                                      |
| 1988 | Fair Game                                                          | Frank                        |                                      |
| 1989 | Pink Cadillac                                                      | Darrell                      |                                      |
| 1989 | Silent Night, Deadly Night 3: Better Watch Out!                    | Ricky                        | Vídeo                                |
| 1990 | The First Power                                                    | Bartender                    |                                      |
| 1990 | Crash and Burn                                                     | Quinn                        | Vídeo                                |
| 1990 | The End of Innocence                                               | Hombre en la colina          |                                      |
| 1990 | Night of the Living Dead (La noche de los muertos vivientes [Esp]) | Johnny                       |                                      |
| 1991 | White Fang                                                         | Luke                         |                                      |
| 1992 | Inside Out 2                                                       | Dave                         | Segmento: "I've Got A Crush On You"  |
| 1992 | Honey, I Blew Up the Kid                                           | Federal Marshal              |                                      |
| 1992 | Army of Darkness (El ejército de las tinieblas [Esp])              | Deadite Captain              |                                      |
| 1993 | Mr. Jones                                                          | Trabajador                   |                                      |
| 1995 | Prehysteria 3!                                                     | Director                     | Vídeo                                |
| 1995 | Evil Ed                                                            | Asesino                      | Voz. "Loose Limbs"                   |
| 2000 | The Convent                                                        | Oficial Ray                  |                                      |
| 2000 | All American Massacre                                              | Bloody Bobby                 | Nunca se estrenó al público          |
| 2002 | Essence of Echoes                                                  | Dr. Hilcott                  |                                      |
| 2003 | House of 1000 Corpses                                              | Otis B. Driftwood            |                                      |
| 2003 | Vicious                                                            | Walace                       | Vídeo                                |
| 2005 | The Devil's Rejects (Los renegados del diablo [Esp])               | Otis B. Driftwood            |                                      |
| 2006 | Evil Bong                                                          | Bong World Patron            |                                      |
| 2006 | Fallen Angels                                                      | Westin                       |                                      |
| 2006 | Thr3e                                                              | Slater                       |                                      |
| 2006 | A Dead Calling                                                     | Chief Murken                 | Vídeo                                |
| 2007 | Grindhouse                                                         | Dr. Heinrich Von Strasser    | Segmento: "Werewolf Women of the SS" |
| 2007 | Home Sick                                                          | Sr. Suitcase                 |                                      |
| 2007 | Halloween (Halloween: El Origen [Esp])                             | Zach "Z-Man" Garrett         |                                      |
| 2008 | A Perfect Place                                                    | Eddie                        | Corto                                |
| 2008 | Babysitter Wanted                                                  | Jefe Dinneli                 |                                      |
| 2008 | Repo! The Genetic Opera                                            | Luigi Largo                  |                                      |
| 2008 | Alone in the Dark II                                               | Dexter                       | Vídeo                                |
| 2008 | The Alphabet Killer                                                | Carl Tanner                  |                                      |
| 2008 | House                                                              | Stewart                      |                                      |
| 2009 | The Devil's Tomb                                                   | Prof. Duncan                 |                                      |
| 2009 | The Haunted World of El Superbeasto                                | Otis Driftwood               | Voz                                  |
| 2009 | Blood Night: The Legend of Mary Hatchet                            | Graveyard Gus                |                                      |
| 2009 | Dead Air                                                           | Logan                        |                                      |
| 2009 | The Graves                                                         | Caleb "Cookie" Atwood        |                                      |
| 2010 | 2001 Maniacs: Field of Screams                                     | Alcalde George W. Buckman    |                                      |
| 2010 | Anderson's Cross                                                   | Sr. Daniels                  |                                      |
| 2010 | Godkiller: Walk Among Us                                           | Dr. West                     | Voz                                  |
| 2010 | The Tortured                                                       | John Kozlowski               |                                      |
| 2011 | Spider Mountain: No Way Down                                       | Ranger Bill                  | Vídeo Corto                          |
| 2011 | Exit Humanity                                                      | General Williams             |                                      |
| 2011 | Night of the Little Dead                                           | Kickstand                    | Corto                                |
| 2012 | Rogue River                                                        | Jon                          |                                      |
| 2012 | Highway to Hell                                                    | Lemmas                       | Vídeo                                |
| 2012 | The Devil's Carnival                                               | El mago                      |                                      |
| 2012 | The Inflicted                                                      | Sr. O'Hara                   |                                      |
| 2012 | Dead Souls                                                         | Sheriff Depford              |                                      |
| 2013 | House of the Witchdoctor                                           | Peter Van Hooten             |                                      |
| 2013 | Texas Chainsaw 3D                                                  | Drayton Sawyer               |                                      |
| 2014 | Disciples                                                          | Dread                        |                                      |
| 2014 | Charlie's Farm                                                     | John Wilson                  |                                      |
| 2015 | Almost Mercy                                                       | Pastor Johnson               |                                      |
| 2015 | Old 37                                                             | Darryl                       |                                      |
| 2015 | The Art of Villainy                                                | Serño nadie                  | Corto                                |
| 2015 | Night of the Living Dead: Origins 3D                               | Johnny                       | Voz                                  |
| 2016 | Smothered                                                          | Soggy Christian              |                                      |
| 2016 | The Devil's Carnival: Alleluia!                                    | El mago                      |                                      |
| 2016 | Alcoholist                                                         | Grey Speckled Man            |                                      |
| 2016 | The Horde                                                          | Jacob Sutter                 | Vídeo                                |
| 2016 | The Possession Experiment                                          | Padre Mark Campbell          |                                      |
| 2016 | Slayer: Pride in Prejudice                                         | Nazi Father                  | Vídeo Corto                          |
| 2017 | Death House                                                        | Giger                        |                                      |
| 2017 | Boar                                                               | Bruce                        |                                      |
| 2018 | Minutes to Midnight                                                | Gimple                       |                                      |
| 2018 | Cynthia                                                            | Buttercup                    |                                      |
| 2018 | The Church                                                         | Pastor James                 |                                      |
| 2018 | Crepitus                                                           | Crepitus                     |                                      |
| 2018 | American Exorcist                                                  | Sr. Snowfeather              |                                      |
| 2019 | Shed of the Dead                                                   | Doc                          |                                      |
| 2019 | Exorcism at 60,000 Feet                                            | Garvan                       |                                      |
| 2019 | * Malevolent                                                       | Pavel                        | Voz                                  |
| 2019 | 3 From Hell                                                        | Otis B. Driftwood            |                                      |
| 2019 | In Search of Darkness                                              | Él mismo                     | Documental                           |
| 2019 | Gothic Harvest                                                     | Detective Hollis             |                                      |
| 2019 | Big Top Evil                                                       | Sr. Kharver                  |                                      |
| 2019 | Slayer: The Repentless Killogy                                     | Padre Nazi                   |                                      |
| 2020 | I Am Fear                                                          | Steve Mcreedy                |                                      |
| 2020 | In Search of Darkness: Part II                                     | Él mismo                     | Documental                           |
| 2021 | Prisoners of the Ghostland                                         | El Gobernador                |                                      |
| TBA  | Prizefighter: The Life of Jem Belcher                              |                              |                                      |

### Televisión
| Año       | Título                       | Personaje                  | Notas                                                        |
| --------- | ---------------------------- | -------------------------- | ------------------------------------------------------------ |
| 1989      | Freddy's Nightmares          | Buzz                       | Episodio: "Black Tickets"                                    |
| 1989      | Tour of Duty                 | Sgt. Jones                 | Episodio: "Terms of Enlistment"                              |
| 1991      | Father Dowling Mysteries     | Kane / Larry Webster       | Episodio: "The Priest Killer Mystery"                        |
| 1993      | Up All Night                 | Él mismo                   | No acreditado. Episodio: "Vice Academy/Vice Academy" Parte 2 |
| 1994      | Blood Run                    | Hank                       | Película de televisión                                       |
| 1995      | Fallen Angels                | Cliente #1                 | Episodio: "A Dime a Dance"                                   |
| 1996      | Unsolved Mysteries           | David Young                | Episodio: #9.9                                               |
| 2002      | Point of Origin              | Oficial de fuerza de tarea | Película de televisión                                       |
| 2002      | Live from Baghdad            | Rex                        | Película de televisión                                       |
| 2003      | The Practice                 | Jake Spooner               | Episodio: "Victims' Rights"                                  |
| 2004      | ER                           | Charlie                    | Episodio: "Forgive and Forget"                               |
| 2003–2005 | Carnivàle                    | Possum                     | 8 Episodios                                                  |
| 2007      | Days of Our Lives            | Joel                       | 3 Episodios                                                  |
| 2010–2019 | Without Your Head            | Él mismo                   | 4 Episodios                                                  |
| 2012–2013 | Holliston                    | Crazy Max                  | 5 Episodios                                                  |
| 2014      | Z Nation                     | General McCandles          | Episodio: "Full Metal Zombie"                                |
| 2014      | Teenage Mutant Ninja Turtles | Bernie                     | Episodio: "In Dreams"                                        |
| 2015–2017 | Adam Green's Scary Sleepover | Él mismo                   | 3 Episodios                                                  |
| 2017      | Uncle Grandpa                | Voces adicionales          | Episodio: "Uncle Grandpa's Odd-yssey"                        |
| 2019      | Slasher                      | Persona sin hogar          | 2 Episodios                                                  |